# Javierregay
Javierregay (Xabierregai en aragonès) és un lloc aragonès del municipi de Puente la Reina de Jaca que pertany a la comarca de la Jacetània, a Osca, Aragó.